# Ihor Szczerbyna
Ihor Mykołajowycz Szczerbyna (ukr. Ігор Миколайович Щербина, ros. Игорь Николаевич Щербина, Igor Nikołajewicz Szczerbina; ur. 4 maja 1971) – ukraiński piłkarz grający na pozycji obrońcy lub pomocnika, trener piłkarski.

## Kariera piłkarska

### Kariera klubowa
W 1991 rozpoczął karierę piłkarską w drużynie rezerwowej Dnipro Dniepropetrowsk, skąd w lipcu 1991 przeszedł do Kołosu Nikopol. Latem 1992 debiutował w podstawowym składzie Zirki Kirowohrad. Latem następnego roku został piłkarzem Szachtara Donieck, ale już w maju 1994 powrócił do Zirki. Potem występował w klubach Dnipro Czerkasy, Szachtar Makiejewka, Metałurh Nowomoskowsk i Zirka-2 Kirowohrad. Na początku 1998 wyjechał do Kazachstanu, gdzie bronił barw Tobyłu Kostanaj. Latem 2001 przeniósł się do Żetysu Tałdykorgan, w którym zakończył karierę piłkarską.

## Kariera trenerska
Po zakończeniu kariery piłkarskiej rozpoczął pracę trenerską. Najpierw pracował na stanowisku asystenta trenera w kazachskich klubach. W 2010 objął stanowisko głównego trenera beniaminka pierwszej ligi Asbest Żitikara, ale w sierpniu 2010 klub z przyczyn finansowych zrezygnował z dalszych występów.

## Sukcesy i odznaczenia

### Sukcesy klubowe
- wicemistrz Ukrainy: 1994